# Luigi Augussori
Luigi Augussori (Lodi, 27 ottobre 1972) è un politico italiano.

## Biografia
Vive a Lodi ed esercita la professione di informatico. Ha lavorato in aziende del settore energetico pubblico e privato.

### Attività politica
È stato eletto Consigliere Comunale della Lega Nord a Lodi nel 1993, 2000, 2005, 2010 e 2017, ricoprendo la carica di Presidente del Consiglio Comunale di Lodi dal 18 luglio 2017 al 3 aprile 2018. Tra il 2000 ed il 2005 è stato Presidente del Consiglio di Zona San Fereolo– Robadello– Albarola. Per 8 anni, dal 2005 al 2013, è stato vicepresidente di ALER Lodi, l’azienda regionale per l’edilizia residenziale. All'interno del partito è stato membro del Consiglio Federale, massimo organo della Lega Nord, dal 2013 al 2019.

#### Elezione a senatore
Alle elezioni politiche del 2018 è stato eletto al Senato della Repubblica nelle liste della Lega nella circoscrizione Lombardia. In Senato è membro della Giunta per il Regolamento e della Giunta delle Elezioni e delle Immunità parlamentari, di cui è Segretario. A partire dal 21 giugno 2018 è diventato anche componente della Prima Commissione permanente Affari Costituzionali nella quale, il 30 luglio 2020, è stato nominato capogruppo per la Lega per Salvini Premier.
A livello internazionale è membro della delegazione parlamentare italiana all’Assemblea Parlamentare OSCEPA, nell'ambito della quale, a partire dal 16 agosto 2021, è stato nominato vicepresidente del Comitato Immigrazione. Come membro della delegazione italiana ha partecipato alle Missioni di Osservazione Elettorale dell’OSCE in Kirghizistan, Georgia, Moldavia, Ucraina, Macedonia del Nord, Kazakistan, Bielorussia, Azerbaijan, Stati Uniti d'America, Albania e  Armenia.